# Condylostylus armipes
Condylostylus armipes är en tvåvingeart som först beskrevs av Jacques-Marie-Frangile Bigot 1890.  Condylostylus armipes ingår i släktet Condylostylus och familjen styltflugor. Inga underarter finns listade i Catalogue of Life.